# 新北市立圖書館三重分館
新北市立圖書館三重分館位於臺灣新北市三重區，是新北市立圖書館的其中一座分館。前身為三重市中正堂，建立於1974年，為一地面三層、地下一層之建築物。

## 未來規劃
新北市立圖書館三重分館將原址改建為新北市立圖書館第二總館，預計2027年動工。